# Tudhaliya III
Tudhaliya III (1400 a.C. circa – 1355 a.C.) è stato un sovrano ittita, attorno al XIV secolo a.C.

## Il periodo più buio
Figlio della regina Asmunikal e del re Arnuwanda I, Tashmi-Sharri, "tuhkanti" (erede designato) della coppia reale, ascese al trono ittita col nome di Tudhaliya III attorno al 1370 a.C., ereditando dal padre una situazione politica difficile: le tribù barbare dei Kaska saccheggiavano il nord del paese con devastanti incursioni, mentre il confinante regno di Mitanni aveva appena sottoscritto un'alleanza con l'Egitto per spartirsi le aree di influenza nell'area siriana, bloccando così sul nascere i progetti espansionistici ittiti.
La minaccia delle tribù del Nord si aggravò a tal punto che i Kaska arrivarono a saccheggiare e dare alle fiamme perfino la capitale Hattuša, distruggendola. Nel frattempo la corte si era trasferita nella città di Šapinuwa (oggi presso Ortaköy), ma anche questa fu saccheggiata dai Kaska e così gli Ittiti furono nuovamente costretti a spostare la capitale..
Ma la minaccia maggiore arrivava dalla frontiera occidentale: le popolazioni Arzawa, infatti, aggregatesi attorno al sovrano Tarhuna-Radu, invasero le Terre Basse ittite spingendosi fino a Tuwanuwa e Uda, sfruttando il temporaneo concentramento delle forze militari ittite al nord e facendo così del regno di Arzawa una potenza in grado di proporsi anche a livello internazionale.

## La reazione di Tudhaliya
Si dibatte su dove la corte si fosse trasferita in questa tragica fase della storia ittita, con Tudhaliya stretto in una morsa nemica ad Ovest ed a Nord, il regno regredito a livello di prestigio internazionale ed i territori dimezzati e ridotti unicamente al nucleo storico, delimitato dal fiume Marassantiya; oggi gli studiosi si orientano prevalentemente sulla città di Samuha. 
Intanto all'alleanza tra Egizi e Mitanni si era aggiunto anche Arzawa, con il sovrano Tarhuna-Radu che aveva dato in sposa una delle proprie figlie ad Amenhotep III (in realtà non si ha certezza che il matrimonio sia stato perfezionato) ed aveva inviato prigionieri Kaska da usare come soldati mercenari per l'esercito egizio. In una missiva al sovrano di Arzawa, il faraone commentava "... ora che la terra di Hattuša è stata congelata...", intendendo probabilmente la distruzione totale o quasi della storica potenza anatolica.
Tuttavia, Tudhaliya III riuscì a radunare i resti del suo esercito e ad impostare una controffensiva che colse i nemici di sorpresa, con il figlio Šuppiluliuma come generale in campo. 
Tudhaliya incominciò la riconquista della parte nord del regno; con una serie di attacchi scacciò i Kaska da buona parte dei territori ittiti, e successivamente invase le terre degli Azzi-Hayasa, sbaragliando nella decisiva battaglia di Kummaha le forze guidate da Karanni.
Reso questo popolo vassallo degli Ittiti, Tudhaliya pose sul loro trono Hukkana, a cui Šuppiluliuma I diede in sposa in seguito una principessa ittita a suggello dell'alleanza.

## La guerra con Arzawa
Successivamente, riconquistata l'area di Hattuša e incominciata la ricostruzione della città, le truppe di Tudhaliya marciarono verso ovest per affrontare il regno di Arzawa.
Secondo il resoconto che ne fece più tardi suo nipote Muršili II, fu Šuppiluliuma a chiedere al padre di guidare l'esercito nel tentativo di riconquista delle Terre Basse. Queste, alla fine, furono recuperate dopo due decenni di occupazione straniera.
D'altra parte abbiamo notizie sempre in questo periodo (non è chiaro se alla fine del regno di Tudhaliya III o all'inizio di quello di suo figlio Šuppiluliuma I) di un rifiuto da parte di un capo Arzawa chiamato Anzapahhaddu di restituire dei latitanti sfuggiti alla giustizia di Hattusa; come reazione gli Ittiti inviarono il generale Himuili per una spedizione punitiva, ma riportarono un'umiliante sconfitta. A risolvere la questione fu ancora una volta Šuppiluliuma, che guidando le truppe in prima persona, sbaragliò l'esercito di Arzawa, riaffermando definitivamente l'autorità ittita nell'area anatolica.

## Le due mogli del Re e una successione finita nel sangue
Nonostante di lei sia rimasta ben poca traccia nella storia tramandata dalle generazioni successive, la compagna storica di Tudhaliya III (e poi consorte al momento della sua ascesa al trono) fu Satanduhepa; la regina gli dette probabilmente almeno tre figli maschi: Tudhaliya il Giovane, Pirwa ed un terzo il cui nome ci é giunto solo in modo frammentario.
Satanduhepa è citata sotto il regno di Arnuwanda I come consorte del figlio anche se, forse, quando Tudhaliya III divenne re il ruolo di Regina Regnante fu brevemente ricoperto dalla madre Asmunikal, sopravvissuta al marito. Successivamente Satanduhepa rimpiazzò la suocera nel prestigioso ruolo, ma dato l'esiguo numero di sigilli in comune col marito giunti fino a noi, rimase forse in carica poco tempo: al suo posto troviamo infatti Daduhepa, forse figlia di Tushratta re di Mitanni, ricordata invece diffusamente dalle generazioni successive e della quale ci sono giunti molti sigilli comuni con Tudhaliya III, di cui divenne la seconda moglie.
Il motivo di tale avvicendamento é ignoto e le cause potrebbero essere state naturali.
Ciò non toglie che si stesse preparando una profonda ed insanabile spaccatura nella famiglia reale, esplosa alla morte di Tudhaliya III: da una parte il ramo di Satanduhepa avrebbe sostenuto l'erede designato, il tuhkanti Tudhaliya il Giovane, che probabilmente ascese brevemente al trono; dall'altra quello della Regina Regnante Daduhepa avrebbe favorito invece Šuppiluliuma, sostenuto anche da nobiltà ed esercito.
La situazione, dopo una iniziale accettazione da parte di Šuppiluliuma dell'incoronazione del fratello, sarebbe sfociata in un conflitto fratricida che lo avrebbe visto prevalere ed ascendere al trono: il suo successo avrebbe portato all'assassinio di Tudhaliya il Giovane, all'esilio dei principi a lui fedeli e ad una sorta di "damnatio memoriae" verso Satanduhepa, scomparsa dalla storia (infatti non viene menzionata nell'elenco delle Regine Regnanti Ittite, redatto un secolo più tardi).
Alla fine del regno di Tudhaliya III, comunque, gli Ittiti erano tornati a essere una realtà stabile e in ascesa, gettando le basi per le ambizioni imperiali di Šuppiluliuma I, il più grande re della storia ittita, che spinse i confini dell'impero dove nessun altro predecessore era mai giunto.
Tuttavia, senza la determinazione mostrata da suo padre Tudhaliya III nell'affrontare il momento più buio della storia del suo popolo, verosimilmente gli Ittiti sarebbero spariti dalla storia già in quel frangente, mentre rimasero ancora per un secolo e mezzo tra i protagonisti del mondo antico.

## La numerazione dei Tudhaliya
C'è discordanza tra gli studiosi nella numerazione dei sovrani chiamati Tudhaliya, nome molto diffuso nel regno Ittita che rende complicato il computo dei re con questo nome.
La diversa interpretazione di alcuni testi nel tempo, e l'attribuzione di alcuni numeri ad alcuni re con questo nome, consolidatasi, hanno costretto gli storici ad alcuni artifici.
In particolare i primi due Tudhaliya, vissuti proprio agli albori del Nuovo Regno, si presume oggi che possano essere stati uno solo, tant'è che molti lo indicano con il nome Tudhaliya I/II; seguendo la numerazione oggi più diffusa (a cui fanno riferimento anche Bryce e Singer), il padre di Šuppiluliuma I è chiamato Tudhaliya III (1375-1355) e dal momento che l'ultimo sovrano con tale nome (1237-1209) è indicato da tempo con il numero IV, quando ci si riferisce al fratellastro di Šuppiluliuma I si utilizza convenzionalmente l'appellativo di Tudhaliya il Giovane, peraltro usato anche nei testi dell'epoca ittita.